# Jesús García Burillo
Jesús García Burillo (Alfamén, 28 maggio 1942) è un vescovo cattolico spagnolo, dal 6 novembre 2018 vescovo emerito di Avila.

## Biografia
Jesús García Burillo è nato ad Alfamén il 28 maggio 1942.

### Formazione e ministero sacerdotale
Fin da giovane aveva una chiara e doppia vocazione: quella al sacerdozio e quella all'insegnamento. Ha studiato magistero. Dal 1962 al 1964 ha lavorato come insegnante e dal 1964 al 1966 è stato direttore della Residenza Divin Maestro di Valladolid. È stato anche coordinatore del movimento "Ekumene" in Andalusia e direttore della rivista omonima.
Ha cominciato gli studi ecclesiastici a Valladolid, città nella quale si era trasferito molto giovane. Nel seminario di quella città ha studiato filosofia e qualche anno dopo si è trasferito a Madrid, dove nel 1970 si è laureato in teologia presso la Pontificia Università di Comillas. Nel 1977 presso lo stesso ateneo ha conseguito il dottorato in teologia biblica con una tesi intitolata "El ciento por uno. Historia de las interpretaciones y exégesis".
Il 25 luglio 1971 è stato ordinato presbitero per l'arcidiocesi di Valladolid. In seguito è stato cappellano della residenza universitaria "Torrecilla", professore presso lo Studio teologico agostiniano di Valladolid dal 1972 al 1974 e collaboratore del Consiglio superiore delle ricerche scientifiche dal 1974 al 1976.
Nel 1975 si è incardinato nell'arcidiocesi di Madrid. Ha prestato servizio come professore presso l'Instituto de Teología a Distancia dal 1975 al 1998; docente nei programmi di Radio ECCA, un'emittente di Gran Canaria con la vocazione di un centro educativo che ha come obiettivo, in linea di principio, l'alfabetizzazione degli adulti, dal 1977 al 1980; vicario parrocchiale della parrocchia di Sant'Andrea a Villaverde dal 1977 al 1979; segretario generale della III vicaria dal 1979 al 1985; vicario episcopale della III vicaria dal 1985 al 1996 e vicario episcopale dell'VIII vicaria dal 1996 al 1998.

### Ministero episcopale
Il 19 giugno 1998 papa Giovanni Paolo II lo ha nominato vescovo ausiliare di Orihuela-Alicante e titolare di Basti. Ha ricevuto l'ordinazione episcopale il 19 settembre successivo nella concattedrale di Alicante dal vescovo di Orihuela-Alicante Victorio Oliver Domingo, co-consacranti il cardinale Antonio María Rouco Varela, arcivescovo metropolita di Madrid, e l'arcivescovo metropolita di Valencia Agustín García-Gasco Vicente.
Il 9 gennaio 2003 lo stesso papa Giovanni Paolo II lo ha nominato vescovo di Avila. Ha preso possesso della diocesi il 23 febbraio successivo con una cerimonia nella cattedrale del Salvatore. Ha assunto d'ufficio anche la carica di gran cancelliere dell'Università Cattolica di Avila.
Il 24 maggio 2012 papa Benedetto XVI ha concesso un anno giubilare per il 450º anniversario della fondazione del monastero di San Giuseppe da parte di Santa Teresa d'Avila. Questo è il primo monastero dei sedici che la mistica ha fondato in venti anni. Il 16 luglio 2012, il Santo Padre ha inviato un messaggio alla diocesi in occasione di questo evento.
Nel 2013 è stato nominato presidente della Fondazione Las Edades del Hombre, il cui obiettivo è la diffusione e la promozione dell'arte sacra nella Castiglia e León.
Nel febbraio del 2014 ha compiuto la visita ad limina.
In seno alla Conferenza episcopale spagnola è membro della commissione per l'educazione e la cultura dal marzo del 2020. In precedenza è stato membro della commissione per la pastorale dal 1999 al 2002; membro della commissione per le relazioni interconfessionali dal 1999 al 2005; membro della commissione per il clero dal 2005 al 2008; membro della commissione per la dottrina della fede dal 2008 al 2009; membro della commissione per la vita consacrata dal 2008 al 2009; presidente della commissione per i beni culturali da novembre del 2009 al 2017 e membro della commissione per i beni culturali dal marzo 2017 al 2020. Ha fatto parte della commissione episcopale e della commissione nazionale per la commemorazione del V centenario della nascita di Santa Teresa di Gesù dal 2013 al 2015.
Il 6 novembre 2018, poche settimane dopo la chiusura dell'Anno Giubilare Teresiano, papa Francesco ha accettato la sua rinuncia al governo pastorale della diocesi per raggiunti limiti di età. Nelle settimane successive, nell'attesa dell'ordinazione del suo successore, ha retto la diocesi come amministratore apostolico.
Dal 16 gennaio 2019 all'8 gennaio 2022 è stato amministratore apostolico della diocesi di Ciudad Rodrigo.
Il 5 ottobre 2022 è stato eletto amministratore diocesano della diocesi di Avila dal collegio dei consultori; ha ricoperto tale ufficio fino al 15 luglio 2023.

## Opere
- Catequesis de Primera Comunión, en colaboración, Studio, Madrid, 1968.
- El ciento por uno. Historia de las interpretaciones y exégesis, tesi di dottorato, CSIC, 1977.
- Diversas colaboraciones en el Departamento de Producción del IITD (1977 - 1998).
- ¡Somos una familia! Carta Pastoral, Ávila, 2003.
- El ministerio sacerdotal en circunstancias azarosas, lettera pastorale, Avila, 2005.
- La Luz Brilla en la Tiniebla. Carta Pastoral sobre las dificultades de la fe cristiana ante el secularismo de la sociedad, Avila, 2006.
- ¡Dadle vosotros de comer!, lettera pastorale in occasione del nuovo piano diocesano per il quadriennio 2007-2011, Avila, 2007.
- Vasco de Quiroga (Madrigal de las Altas Torres, ca. 1470 – Michoacán, 1565), lettera pastorale in occasione del 444º anniversario del die natalis del Servo di Dio Vasco de Quiroga, Ávila, 2009.
- ¡Dejaos conquistar por Cristo!, lettera pastorale ai sacerdoti con il messaggio dei vescovi spagnoli per l'anno sacerdotale, Avila, 2010.
- Arraigados y edificados en Cristo. Firmes en la fe, lettera pastorale per la Giornata mondiale della gioventù 2011 a Madrid (Ávila, 2011).
- 450 años de la Fundación de San José de Ávila y la reforma del Carmelo por Santa Teresa de Jesús, lettera pastorale, Avila, 2012.
- Reforma de santa Teresa y nueva evangelización, lettera pastorale, Avila, 2013.
- ¡Ya es tiempo de caminar!, lettera pastorale, Avila, 2014).
- Lettere settimanali pubblicate in COPE Ávila e pubblicate nel Camino de Iglesia, il giornale diocesano della diocesi di Avile, sul sito web della diocesi e nel Diario de Ávila.

## Genealogia episcopale
La genealogia episcopale è:
- Cardinale Scipione Rebiba
- Cardinale Giulio Antonio Santori
- Cardinale Girolamo Bernerio, O.P.
- Arcivescovo Galeazzo Sanvitale
- Cardinale Ludovico Ludovisi
- Cardinale Luigi Caetani
- Cardinale Ulderico Carpegna
- Cardinale Paluzzo Paluzzi Altieri degli Albertoni
- Papa Benedetto XIII
- Papa Benedetto XIV
- Papa Clemente XIII
- Cardinale Marcantonio Colonna
- Cardinale Giacinto Sigismondo Gerdil, B.
- Cardinale Giulio Maria della Somaglia
- Cardinale Carlo Odescalchi, S.I.
- Cardinale Costantino Patrizi Naro
- Cardinale Lucido Maria Parocchi
- Papa Pio X
- Papa Benedetto XV
- Cardinale Federico Tedeschini
- Vescovo Manuel Moll y Salord
- Cardinale Vicente Enrique y Tarancón
- Vescovo Victorio Oliver Domingo
- Vescovo Jesús García Burillo